# Lęk skrada się w milczeniu
Lęk skrada się w milczeniu (tytuł oryg. Fear Runs Silent) – amerykański filmowy horror z roku 1999, wyreżyserowany przez Serge'a Rodnunsky'ego do własnego scenariusza. Rodnunsky przy produkcji objął także stanowiska współproducenta oraz jednego z montażystów. Film, pomimo faktu bycia typowym slasherem skierowanym do widowni młodzieżowej, obfituje w dość nietypowy wątek psychologiczny. Nie odnotowując swojej premiery w kinach, wydany został z przeznaczeniem użytku domowego.

## Opis fabuły
Szkolna wycieczka, która miała być zabawą naukową, zamienia się w koszmar. Podczas wyprawy do lasu uczniowie szkoły średniej padają ofiarą bezwzględnego, pozbawionego cech ludzkich napastnika. Prześladowani i atakowani, muszą uruchomić cały swój spryt i odwagę, aby uciec zabójczej furii potwora.

## Obsada
- Stacy Keach – Pan Hill
- Suzanne Davis – Kerry
- James O'Shea – John
- Dublin James – Ronnie
- Elizabeth Low – Jennie
- Billy Dee Williams – szeryf Hammond
- Dan Lauria – terapeuta
- Riley Bourdeaux – Andrew
- Ethan Erickson – Tim
- Wendi Kenya – May
- Cerina Vincent – June
- Robert Jayne (w czołówce jako Bobby Jacoby) – Harold
- Cheryl McWilliams – Lillian
- Robert Hummel (w czołówce jako Robert E. Hummel) – ojczym
- Anastasia Emmons – młoda Kerry

## Lokacje atelierowe
Plan zdjęciowy obejmował malownicze tereny Kalifornii.
Zdjęcia do filmu powstawały w częściowo chronionym obszarze San Bernardino National Forest w hrabstwie San Bernardino oraz na Oaks Road, nieopodal miejscowości Angelus Oaks.